# Kanton Villiers-Saint-Georges
Kanton Villiers-Saint-Georges (fr. Canton de Villiers-Saint-Georges) byl francouzský kanton v departementu Seine-et-Marne v regionu Île-de-France. Tvořilo ho 19 obcí.

## Obce kantonu
- Augers-en-Brie
- Beauchery-Saint-Martin
- Beton-Bazoches
- Cerneux
- Chalautre-la-Grande
- Champcenest
- Courchamp
- Courtacon
- Léchelle
- Louan-Villegruis-Fontaine
- Les Marêts
- Melz-sur-Seine
- Montceaux-lès-Provins
- Rupéreux
- Saint-Martin-du-Boschet
- Sancy-lès-Provins
- Sourdun
- Villiers-Saint-Georges
- Voulton